# 관구
관구(管區, 라틴어: provincia ecclesiastica, 영어: ecclesiastical province)는 기독교의 자치적이고 독립적인 지역교회들의 연합이며, 관구를 구성하는 지역교회를 교구(Diocess)라고 한다. 대한민국에서 로마 가톨릭교회와 대한성공회의 경우 2개 이상의 교구가 연합하여서 관구를 형성하며, 미국 성공회(PECUSA)에서는 여러개의 관구가 연합하여 지역 성공회 미국 교회를 형성하기도 한다. 한국의 로마가톨릭은 서울, 대구, 광주의 3개의 관구로 나누어져 있으며 각각 대주교가 관할하고 있다.